# Cyclodes cyclopis
Cyclodes cyclopis là một loài bướm đêm trong họ Noctuidae.